# Notoscopelus
Notoscopelus je rod riba iz porodice Myctophidae.

## Vrste
Danas je poznato 6 vrsta u ovom rodu:
- Notoscopelus bolini B. G. Nafpaktitis, 1975
- Notoscopelus caudispinosus (J. Y. Johnson, 1863)
- Notoscopelus elongatus (O. G. Costa, 1844)
- Notoscopelus japonicus (S. Tanaka (I), 1908)
- Notoscopelus kroyeri (Malm, 1861)
- Notoscopelus resplendens (J. Richardson, 1845)